# Разведывательное управление Министерства обороны США
Разведывательное управление министерства обороны (РУМО) или просто (англ. Defense Intelligence Agency, DIA; букв. Оборонное Разведывательное Агентство) — силовое ведомство, является руководящим органом военной разведки Соединенных Штатов, ответственным за сбор агентурными и техническими средствами, анализ и предоставление первым лицам США секретной информации военно-политического характера, касающейся военных планов иностранных государств и армий, предоставление необходимой развединформации по требованиям всех видов ВС и родов войск США и оценки информации в других подразделениях МО США.
Несмотря на то, что РУМО является составной частью МО США, две трети из общего (16500 человек) числа сотрудников РУМО являются вольнонаемными гражданскими служащими, а оперативная деятельность не ограничивается районами ведения боевых действий — сотрудники РУМО действуют более чем в 140 странах мира. В своей разведывательной деятельности РУМО специализируется как на ведении оперативной агентурной разведки с позиций государственных и негосударственных организаций США за рубежом, так и на широкомасштабной радиотехнической и электронной разведке. При этом по законам и президентским указам США РУМО запрещено ведение оперативной и другой разведывательной деятельности на территории США.
Указ о создании РУМО был подписан в 1961 году президентом США Д. Кеннеди с подачи министра обороны США Р. Макнамары. РУМО являлось основным ведомством разведки ВС США до окончания Холодной войны и приобрело новую значимость с началом борьбы США с международным терроризмом после атак смертников на Всемирный торговый центр в Нью-Йорке и Пентагон в сентябре 2001 года. С РУМО связано большое количество скандалов, касавшихся как провалов агентуры за рубежом, так и с участием сотрудников военной разведки США в похищениях подозреваемых в терроризме, применении пыток при допросах и несанкционированном ведении разведывательной и оперативной деятельности на территории США.

## Роль РУМО в системе разведки МО США

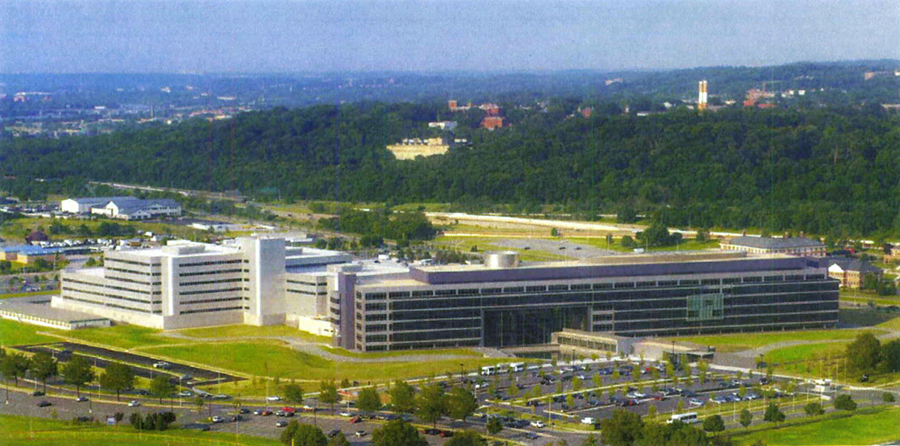
Общий вид комплекса РУМО США, в/ч ВВС «Анакостия-Боллинг», г. Вашингтон.
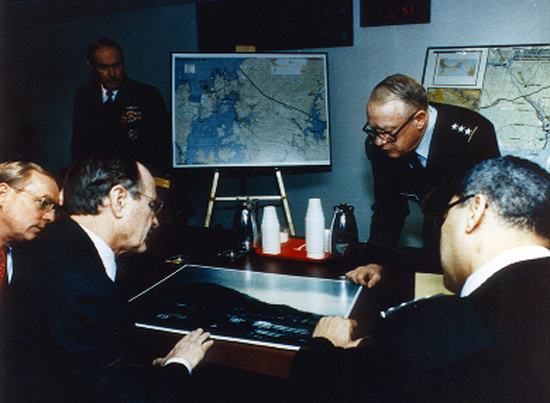
Президент США Дж. Буш в РУМО накануне операции «Правое дело»

Кандидата на пост директора РУМО подбирает министр обороны США, консультируясь с Директором национальной разведки. Выбранного кандидата официально номинирует Президент и подтверждает на должность Сенат. По своему статусу он обязан быть военнослужащим в звании генерал-лейтенанта или вице-адмирала. Имеется прецедент, когда осенью 1991 года РУМО в течение двух месяцев возглавлял гражданский директор — Деннис Нэджи, назначенный исполняющим обязанности до назначения нового руководителя управления.
Директор РУМО является также руководителем всего военного разведывательного сообщества США, в которое входят разведуправления СВ, ВВС, ВМС, КМП, и береговой охраны, а также само РУМО. Что касается таких структур космической и радиотехнической разведки, как АНБ США, управление космической разведки и картографии ВС США, управление спутниковой РЭР ВС США, то они в силу своей межвидовой подчиненности непосредственно в военное разведывательное сообщество не входят, но участвуют в работе Совета военной разведки США.
Директор РУМО является главным советником по разведке министра обороны и председателя ОКНШ. Он также возглавляет Совет военной разведки США (Military Intelligence Board), который координирует деятельность военного разведывательного сообщества. Совет военной разведки собирается несколько раз в месяц. В его состав входят:
- главы РУ видов вооруженных сил и родов войск, а также начальники РЦ оперативных управлений и передовых штабов
- главы разведывательных организаций, подчиненных Министерству обороны
- помощник министра обороны по разведке[9].

## Структура руководства РУМО США
Руководителем РУМО США является генерал-лейтенант или вице-адмирал ВС США (три звезды), который назначается на эту должность указом президента США с предварительным утверждением кандидатуры начальника РУМО Сенатом. Начальник РУМО является главным руководителем всей военной разведки США, советником по вопросам разведки министра обороны и председателя ОКНШ, а также подотчетен аппарату директора разведсообщества США через заместителя министра обороны по вопросам разведки.
Помимо директора, в высшее руководство РУМО входят:
- первый заместитель начальника РУМО,
- начальник оперативного штаба РУМО,
- генеральный инспектор РУМО, занимающийся дисциплинарными вопросами,
- главный юрисконсульт РУМО, являющийся советником директора РУМО по правовым вопросам, который возглавляет правовой отдел РУМО (отдел главного юрисконсульта), следящий за соблюдением персоналом РУМО правовых норм основных законов США, действующих статей уголовного кодекса и Уставов ВС США, а также действующих правил и инструкций МО США,
- заместитель начальника РУМО по финансовым вопросам,
- заместитель начальника РУМО по кадрам,
- отдел контроля за кадровой политикой РУМО,

Отдел контроля за кадровой политикой следит за тем, чтобы при приеме на работу в РУМО и продвижении по службе не было дискриминации сотрудников по какому-либо признаку.

## Ведомства в подчинении РУМО США
Руководство РУМО по линии МО США напрямую (полностью или частично) координирует деятельность следующих разведывательные управлений видов вооруженных сил и управлений технической разведки ВС США:
- РУ СВ США (в/ч СВ «Форт-Бельвор», ш. Вирджиния)
- РУ ВВС США (в/ч ВВС «Лакланд», ш. Техас)
- РУ ВМС США (комплекс правительственных учреждений, н.п. Сьютленд ш. Мэриленд)
- РУ КМП США (расквартировано совместно с РУ ВМС США)
- РУ Главного управления (ГУ) Стратегических сил США (в/ч ВВС «Анакостия-Боллинг»)
- АНБ США (в/ч СВ «Форт-Мид», ш. Мэриленд)
- Управление космической разведки и картографии ВС США (в/ч СВ «Форт Бельвор», ш. Вирджиния)
- Управление спутниковой РЭР ВС США (н.п. Шантийи, ш. Вирджиния)

### Подразделения РУМО на территории США
Основные подразделения РУМО США расквартированы в РЦ РУМО на территории в/ч ВВС США «Анакостия-Боллинг» в г. Вашингтон. Часть личного состава военной разведки США расквартирована также в Пентагоне, при этом РЦ РУМО и офицеры связи РУМО есть при каждом из главных управлений (ГУ) родов войск и передовых оперативных штабов (ОШ) ВС США.
Существует также открытая информация о следующих региональных подразделениях военной разведки в районе г. Вашингтон:

В ш. Вирджиния:
- РЦ РУМО (н.п. Рестон)
- информационный отдел при РЦ ВС США «Риванна» (н. п. Риванна)
- РО при в/ч КМП США «Квантико»

В ш. Мэриленд
- РО медслужбы ВС США (NCMI) (в/ч СВ «Форт-Детрик»).

На территории США также расквартирован информационный отдел ракетных технологий РУМО в г. Хантсвилль (ш. Алабама). В районе столицы (г. Бетезда, ш. Мэриленд) строятся корпуса Университета и аппарата РУМО..

### Подразделения и резидентуры РУМО за рубежом
Сотрудники военной разведки США, командированные на оперативную работу за границу, могут находиться в странах пребывания:
- в залегендированном виде под видом сотрудников дипломатических учреждений Госдепартамента США, других государственных и негосударственных структур
- непосредственно как военнослужащие ВС США — при в/ч ВС США на территории иностранных государств или в составе военных атташатов при посольствах США.[13]

### Разделение обязанностей между РУМО и ЦРУ США
В отличие от ЦРУ США, РУМО США концентрирует свои усилия в области добывания агентурным и техническим путём специализированной секретной информации военного назначения, адресуя её в первую очередь первым лицам государства и его военному руководству, в том числе:
- министру обороны
- руководству ОКНШ
- начальникам главных управлений родов войск Министерства обороны США и оперативных штабов (командований) на ТВД.[14]

Со своей стороны, ЦРУ США, как главная служба политической разведки, занимается добыванием теми же методами за рубежом политической развединформации секретного характера для информирования в первую очередь гражданских первых лиц:
- президента США и его аппарата (секретариата и помощников)
- членов кабинета администрации
- членов Совета национальной безопасности США.

Ввиду большого сходства, как в характере добываемой развединформации, так и в методах работы обеих организаций, имеет место дублирование работы близких по своим задачам подразделений обоих ведомств (особенно во время ведения ВС США активных боевых действий). В последнее время наметилась тенденция к сокращению численности оперативно-боевых подразделений ЦРУ, занимающихся добыванием оперативной информации на поле боя, и максимальной передачи большей части специфически военных разведывательных задач подразделениям РУМО и другим разведывательных служб МО США.

## Состав и структура РУМО США
В состав РУМО входят три оперативных управления, пять региональных (линейных) отделов и один специализированный, пять информационных отделов, а также центральное административное и архивное управления.

## Управления РУМО

### Главное оперативное управление
ГОУ РУМО занимается сбором разведывательной информации за рубежом оперативными средствами, включая в себя управления агентурной разведки и военных атташе.
- Управление агентурной разведки:

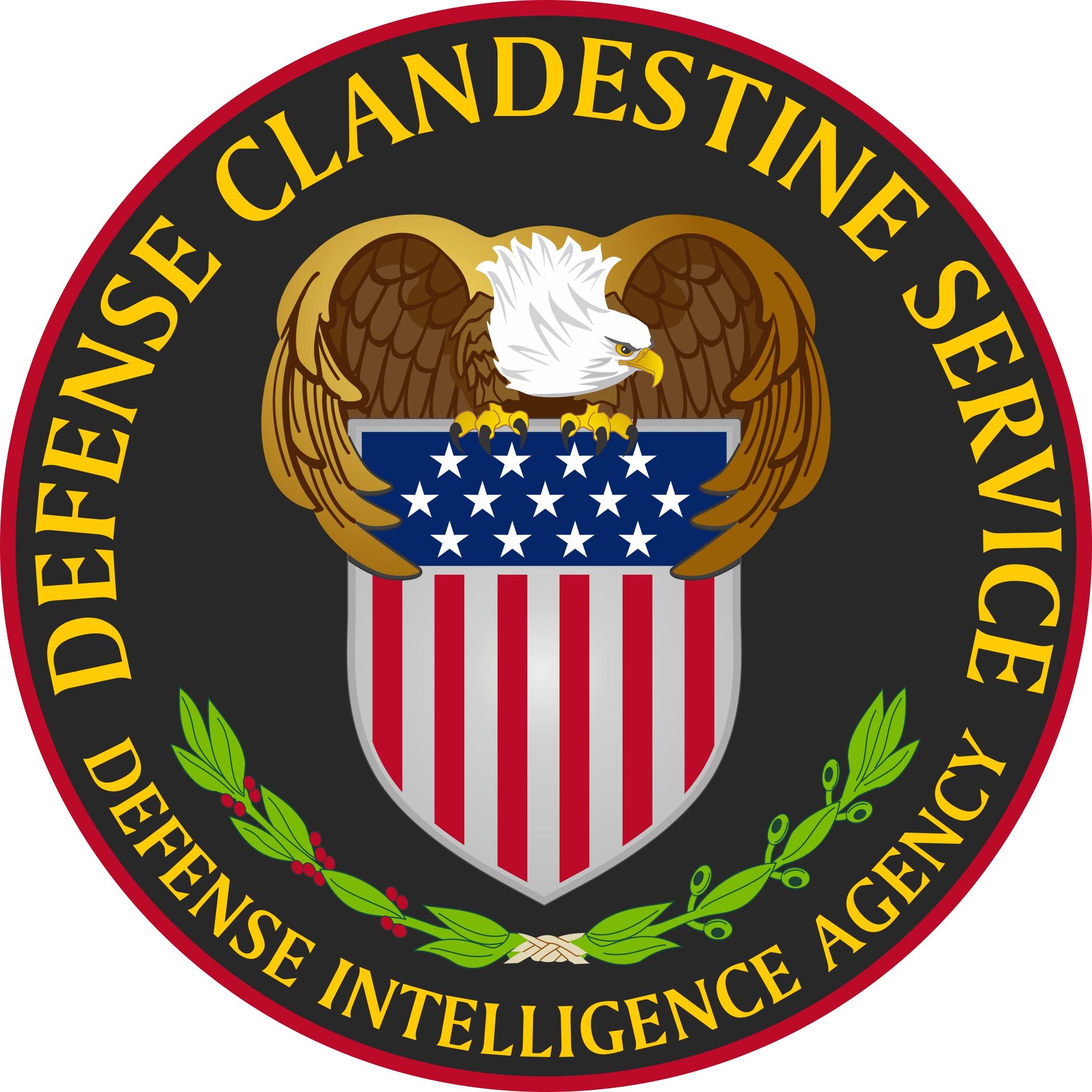
Эмблема Управления агентурной разведки РУМО

Задачей управления агентурной разведки является руководство на территории иностранных государств сбором разведывательной информации и непосредственной агентурной работой всех резидентур военной разведки США. Резидентуры РУМО в странах пребывания состоят из сотрудников МО США на действительной военной службе или вольнонаемных, действующих с позиций официального прикрытия, то есть залегендированных под сотрудников государственных и негосударственных ведомств и структур США на территории страны пребывания..
В стране пребывания сотрудники РУМО США действуют в тесном согласовании всех оперативных мероприятий с сотрудниками ЦРУ США, Госдепартамента США и сотрудниками других специальных служб США.
В зависимости от поставленных задач и оперативной обстановки в стране пребывания, в составе резидентуры военной разведки МО США находятся (временно или постоянно) под различными прикрытиями:
- - сотрудники оперативных отделов и управлений РУМО,
  - сотрудники информационно-аналитического управления РУМО,
  - специалисты и техники технического управления РУМО,
  - военные переводчики,
  - РДГ СпН различных родов войск ВС США, приданные резидентуре РУМО для силового обеспечения операций.
- Управление военных атташе:

Задачей управления военных атташе является руководство на территории иностранных государств сбором разведывательной информации и агентурной работой сотрудников военной разведки, включенных в состав аппаратов военных атташе при посольстве США в стране пребывания и действующих с легальных позиций в качестве аккредитованных в стране сотрудников МО США. Военный атташе в стране пребывания является официальным представителем МО США для властей страны и занимается дипломатической работой по организации сотрудничества между государственными органами страны пребывания и США в военных вопросах.

### Информационно-аналитическое управление
Информационно-аналитическое управление РУМО включает в себя все информационные и аналитические подразделения и центры военной разведки США, занимающиеся анализом секретной и открытой военной, политической и научно-технической информации как стратегического и оперативного, так и тактического значения. Подразделения управления готовят материалы ежедневной разведсводки для аппарата президента США и для составления официальных разведывательных оценок правительства США. Сотрудники информационно-аналитического управления работают как в центральном аппарате, так и в резидентурах РУМО за рубежом.

### Управление технической разведки
Управление технической разведки РУМО отвечает за координацию всех видов радиотехнической, электронной, акустической и биологической разведки, ведущейся в интересах ВС США, а также сбор информации техническими средствами о военных объектах и целях за пределами США. В составе разведывательного сообщества США РУМО наряду с АНБ является основным ведомством, координирующим разведработу центров и средств технической разведки МО США на всех ТВД и отвечающим за анализ и обработку всего массива информации, получаемого средствами РТР и технического слежения.

## Отделы РУМО

### Оперативные (линейные) отделы РУМО
В составе РУМО имеются четыре линейных и один специализированный отдел (по борьбе с террористическими организациями). Оперативные отделы РУМО руководят работой соответствующих разведцентров ВС США при региональных ОШ ВС США.
- Отдел объединенного американского ТВД - РЦ ОШ ВС на Арктическом ТВД и РЦ ОШ ВС на Южноамериканском ТВД
- Отдел объединенного азиатско-тихоокеанского ТВД - РЦ ОШ ВС на Тихоокеанском ТВД
- Отдел евразийского ТВД - РЦ ОШ ВС на Европейском ТВД
- Отдел объединенного ближневосточно-африканского ТВД - РЦ ОШ ВС на Ближневосточном ТВД и РЦ ОШ ВС на Африканском ТВД
- Отдел по борьбе с террористическими организациями

## Информационные управления и отделы РУМО
На правах независимых информационных подразделений в структуру РУМО также входят:
- Управление информации ОКНШ США
- РУ медслужбы ВС США
- Управление ракетных технологий
- Управление трофейной документации
- Управление разведки укрепрайонов.

В структуре РУМО также находится Университет военной разведки (NIU), который планируется передать в ведение Директора национальной разведки в течение 2014 года с переездом разведывательного ВУЗа в новые помещения в р-не Бетезда (ш. Мэриленд).

### Управление информацииОКНШ США
Органы РУМО координируют работу Управления информации (J-2) ОКНШ США, в задачи которого входит анализ и предоставление разведывательной информации стратегического характера и выработка рекомендаций по военно-политическим вопросам для руководства ОКНШ США.
В случае возникновения кризисной ситуации Управление информации (J-2) ОКНШ США становится ключевым информационным подразделением, на которое замыкаются все элементы правительственной связи и информации. В него стекаются все разведывательные данные РУМО, которые в обработанном выдаются в виде военно-политических докладов министру обороны и руководству ОКНШ США. Сотрудники-информационщики управления по тревоге присутствуют на воздушном КП и запасном наземном КП ОКНШ США, поддерживают взаимодействие отдела чрезвычайных ситуаций РУМО с аналогичными органами других учреждений и ведомств (в частности, с кризисным центром ЦРУ), и оперативным информационным центром в Белом доме. Также сотрудники управления, как подразделения ОКНШ США, принимают участие в разработке конкретных моментов доктрины использования военной разведки США.
С 1991 г. в Управлении информации ОКНШ работает закрытая сеть военной информации Defense Intelligence Network с функцией передачи по шифрованному каналу визуальных данных (изображения авиа- и космической разведки, картографическая информация в реальном времени, поиск фотоснимков и видеороликов), пользователями которой являются члены высшего военного и гражданского руководства США, общее число которых достигает 1000 человек. Телеизображение шифруется и его можно просматривать лишь в специальных залах закрытой связи и кабинетах руководства МО США и ОКНШ США.

## Вспомогательные управления и службы РУМО
Вспомогательными службами РУМО являются:
- Административное управление, включающее:
  - отдел кадров
  - службу военной контрразведки
  - технический отдел
  - отдел МТО
- Информационное управление.
  - отвечает за архивы, составление баз данных и доступ к системе автоматизированной рассылки.

## Требования секретности и охраны государственной тайны
Стандартного допуска категории «совершенно секретно» (Top Secret), который получают сотрудники большинства подразделений МО США, недостаточно для работы в подразделениях РУМО.
В связи с совершенно секретным характером работы всех подразделений РУМО США, все сотрудники РУМО, вплоть до стажеров, должны по ходу работы оформлять дополнительные единичные разрешения на допуск к конкретной информации своего подразделения, которые регистрируются по системе (TS/SCI). В РУМО недействительны разовые допуски высшей категории (TS/SCI), оформленные по делам других разведслужб США (ЦРУ, АНБ и т. д.) (также как и допуски РУМО не дают права его сотрудникам на работу с оперативной информацией высшей категории секретности других ведомств).
Кроме серьезной контрразведывательной проверки каждого сотрудника, медосмотров, проверок на следы систематического употребления алкоголя и наркотиков и собеседований с сотрудниками службы внутренней безопасности, сотрудники РУМО обязаны проходить регулярную проверку на полиграфе. Кроме того, РУМО, заведуя Национальным контрольным центром США (National Center for Credibility Assessment (NCCA)), отвечает за выработку правил и критериев проверки на полиграфе сотрудников всех спецслужб и ведомств разведывательного сообщества США. На 2008 год ежегодно проверку на полиграфе проходило примерно 5700 сотрудников РУМО (вместо только примерно 1500 в 2002 году). С другой стороны, проверки сотрудников РУМО носят более общий характер, нежели проверки сотрудников ЦРУ и АНБ, но более серьезная проверка может проводиться по требованию контрразведывательных и следственных служб.
Отказ сотрудника РУМО от проверки на полиграфе ведет к автоматическому освобождению сотрудника от обязанностей и дальнейшему увольнению. Также, по информации из одного из докладов заместителя министра обороны США по разведке, РУМО относится к результатам проверки сотрудников намного строже, нежели АНБ и другие подразделения Министерства обороны, где для сотрудников и вновь поступающих на службу нередко допускается несколько неудачных проверок на полиграфе.

## Численность и бюджет РУМО США
Количество личного состава и бюджет РУМО США являются сведениями, составляющими государственную тайну США. Представители РУМО неофициально подтверждают, что на данный момент численность всех сотрудников РУМО достигает не менее чем 16 500 человек личного состава, причем две трети сотрудников составляет гражданский вольнонаемный персонал, и примерно половина от общего числа военных и гражданских сотрудников РУМО одновременно работают за рубежом.
В 1994 году в прессе приводились данные о том, что бюджетная заявка РУМО в Конгресс США на пятилетний период (1996—2001) включала в себя статей на сумму до 4 млрд долларов США (в среднем требование РУМО по ежегодному бюджету составило не менее 666 млн долл. США). За период 1996—2012 годов численность личного состава РУМО США возросла примерно вдвое, при этом сфера ответственности расширилась за счет большей централизации системы военной разведки и передачи РУМО части разведывательных задач, до этого решавшихся органами отдельных РУ ВС США и частично — органами ЦРУ США. В 2006 году в результате усилий министра обороны США Д. Рамсфелда и расширения сферы ответственности центральных органов военной разведки годовой бюджет РУМО США, по некоторым оценкам, достигал 3 млрд долларов США.
Согласно секретным документам АНБ США, опубликованных в 2013 году журналистами газеты «Вашингтон Пост» при помощи бывшего сотрудника АНБ Э. Сноудэна, список статей бюджета по Национальной разведывательной программе США (National Intelligence Program (NIP)) включал в себя годовую статью расходов на оборонную разведывательную программу США (General Defense Intelligence Program «GDIP») на сумму 4,4 млрд долларов США. Определение конкретных адресатов финансирования и распределение средств по оборонной разведывательной программе лежит на руководстве РУМО США.
В цифру бюджета военной разведки США не включены любые дополнительные расходы на разведывательные нужды. Данные расходы, проводимые по статьям бюджета разведывательного сообщества США на военную разведку (Military Intelligence Component «MIP»), за последние 10 лет составили дополнительно не менее 20 млрд долларов США.
В отличие от центрального органа военной разведки ВС РФ — ГРУ Генштаба — в РУМО США организационно не входят отдельные разведорганы видов и родов войск ВС США. РУМО со своей стороны осуществляет лишь общую координацию и обмен информацией между РУ видов и родов войск (РУ СВ, РУ ВВС, РУ ВМС), которые не являются его составными компонентами. РУ видов и родов войск США получают самостоятельное финансирование в рамках разведывательного бюджета МО США.
Общее число личного состава РУ родов войск значительно превышает число личного состава и сотрудников РУМО, а совокупные бюджеты войсковых РУ в общей сумме превосходят бюджет, выделяемый непосредственно структурам РУМО.

## Провалы, связанные с деятельностью сотрудников РУМО США
РУМО, как и многие другие разведывательные структуры США (ЦРУ, РУ ВМС, ФБР), ведет активную агентурную разведку на территории иностранных государств, вербуя иностранных граждан для получения секретной военной и военно-политической информации. За последние десятилетия с РУМО было связано немалое количество провалов агентуры и последующих дипломатических скандалов.

### Разоблаченные сотрудники РУМО
- Л. Коркоран — сотрудник резидентуры РУМО в Сантьяго (Чили) с 1972 года. В 1973 году Коркорану была поставлена задача организовать ракетный обстрел президентского дворца Ла-Монеда руками противников президента Альенде во время захвата власти хунтой генерала Пиночета.[26]
- Э. Поуп — сотрудник РУМО в отставке, приговоренный Военной коллегией Верховного Суда РФ к 20 годам лишения свободы за попытку приобрести и незаконно вывезти за пределы РФ под видом металлолома образцы новейшего вооружения ВС РФ.[27] Поуп был помилован Президентом России В. В. Путиным, выпущен за пределы РФ и продолжает настаивать на своей невиновности.[28] В интервью телевидению США Поуп утверждал, что некоторые силы в США пытались выкрасть его с территории РФ, предприняв попытку его отравления в СИЗО Лефортово, похищения его по дороге в больницу и тайного вывоза из РФ. По словам Поупа, подобную попытку удалось предотвратить при помощи его адвокатов и официальных представителей.
- Ч. Макки — сотрудник РУМО, погибший во время взрыва над Шотландией пассажирского самолета компании Пан-Америкэн, следовавшего рейсом 103 из Франкфурта (ФРГ) в Нью-Йорк (США) ливийскими террористами в 1988 г. На том же рейсе следовал в США и сотрудник ЦРУ М. Гэннон, что дало возможность прессе усматривать в этой катастрофе международный заговор спецслужб, утверждая, что погибшие сотрудники занимались торговлей наркотиками или, наоборот, погибли в связи со своей работой по освобождению граждан США, захваченных в заложники в Ливане.[29].

### Разоблаченные агенты РУМО из числа иностранных граждан
- В. Калядин — генеральный директор ЗАО «Элерс электрон», в октябре 2001 г. приговорен Мособлсудом к 14 годам лишения свободы. Находясь во Франции, Калядин продал сотруднику американской фирмы «Дженерал дайнэмикс лимит систем» техническое описание комплекса активной защиты　«Арена»　для танка Т-90. Иностранец, как установили российские спецслужбы, являлся сотрудником РУМО США под прикрытием коммерческой организации.

В ходе следствия было установлено, что техническую документацию Калядин приобрел через посредников у сотрудника отдела безопасности Коломенского конструкторского бюро машиностроения (КБМ) . В 2004 г. Калядин скончался в тюремной больнице от четвертого инфаркта.
- И. Сутягин — сотрудник Института США и Канады РАН, кандидат исторических наук[31]. В 2004 году был осуждён по статье 275 УК РФ (шпионаж) за государственную измену[32]. Был освобождён в результате обмена осуждёнными между Россией и США и эмигрировал в Великобританию в 2010 г.
- Е. Страва — сотрудник Министерства внешней торговли ПНР, арестованный по подозрению в сотрудничестве с РУМО США. В 1968 г. приговорен к смертной казни за передачу иностранной разведке сведений, подпадающих под охрану закона о гостайне.[33]
- Рафид аль-Джанаби — эмигрировавший в ФРГ сотрудник аппарата правительства Республики Ирак, чьи устные сообщения о химическом оружии Ирака послужили одним из официальных оснований для вторжения ВС США в Ирак в 2003 г.
- А. Щаранский — советский ученый, впоследствии политический деятель Израиля, осужденный в 1977 г. за передачу сотрудникам РУМО США списков лиц еврейской национальности с доступом к информации, составляющей гостайну, которым было отказано в выезде за пределы СССР (т. н. «отказников»).[34] Обменян в 1986 г. в Западном Берлине на нескольких сотрудников разведки стран Варшавского договора.

### Разоблаченная иностранная агентура в РУМО США
- А. Монтес — сотрудник аналитического подразделения РУМО, завербованная ДГИ Кубы и арестованная ФБР в 2001 г. Приговорена к 25 годам тюремного заключения за (предположительно) пятнадцатилетнее (с 1985 г.) сотрудничество с кубинскими спецслужбами.
- Р. Монтаперто — сотрудник аналитического подразделения РУМО, завербованный МГБ КНР и арестованный ФБР в 2006 г. Приговорен к 3 месяцам тюремного заключения в связи с недоказанностью вины и, якобы, активной поддержкой коллег-китаистов из аналитических подразделений РУМО.[35][36]
- В. Дубберштейн — старший оперативный сотрудник РУМО, завербованный разведслужбами Ливии (предположительно военной разведкой Истихбарат) и арестованный ФБР в 1983 г. После первичного опроса сотрудниками ФБР был отпущен под залог и найден мертвым на следующий день. Следствие по делу пришло к выводу о самоубийстве на почве раскаяния.[37]